# Polci jezik
Polci jezik (ISO 639-3: plj; palchi, palci, polchi), afrazijski jezik zapadnočadske skupine, kojim govori oko 22 000 ljudi (1995 CAPRO) u nigerijskoj državi Bauchi u LGA Dass, Toro i Bauchi. 
Polci uz još 13 jezika pripada užoj skupini B.3. barawa i podskupini zaar. Ima više dijalekata, to su: zul (mbarmi, barma), 2 000 (1995); baram (mbaram, barang), 250 (1993); dir (diir, dra, baram dutse), 800 (1993); buli, 4 000 (1993); langas (nyamzax, lundur), 400 (1993); polci (posa, polshi, palci), 15 000.

## Vanjske poveznice
- Ethnologue (14th)
- Ethnologue (15th)